# توفند هازل
توفند هِیْزِل (انگلیسی: Hurricane Hazel) مرگبارترین، دومین پرهزینه‌ترین و شدیدترین توفند در فصل طوفان اقیانوس اطلس در سال ۱۹۵۴ بود. این طوفان در هائیتی قبل از حمله به ایالات متحده در نزدیکی مرز بین شمال کارولینای شمالی و کارولینای جنوبی به عنوان توفند رده ۴، مقیاس سافیر سیمپسون حداقل ۴۶۹ نفر را کشت. هازل پس از ایجاد ۹۵ مرگ و میر در ایالات متحده، کانادا را به عنوان یک طوفان فرا گرمسیری هجوم آورد و تعداد کشته شدگان را به ۸۱ نفر، بیشتر در تورنتو، افزایش داد.